# ナナ・コナドゥ
ナナ・コナドゥ（Nana Konadu、男性、1964年2月15日 - ）は、ガーナのプロボクサー。ボノ州スンヤニ出身。WBC世界スーパーフライ級王者。WBA世界バンタム級王者（2度獲得）。世界2階級制覇王者。

## 来歴
1985年5月25日、プロデビュー。
1986年12月13日、ABUフライ級王座を獲得。
1988年12月10日、全アフリカバンタム級王座を獲得。
1989年3月11日、WBCインターナショナルスーパーフライ級王者セサール・ポロンコ（ドミニカ共和国）に挑戦し、判定勝ちで王座を獲得した。
1989年11月7日、WBC世界スーパーフライ級王者ヒルベルト・ローマン（メキシコ）に挑戦し、3-0の大差判定勝ちで王座を獲得した。
1990年1月20日、初防衛戦で文成吉（韓国）と対戦し、9回負傷判定負けで王座から陥落。キャリア初黒星となった。
1991年3月16日、文成吉と再戦し、4回TKO負けで王座返り咲きならず。
1994年10月7日、元WBC世界バンタム級王者ビクトル・ラバナレス（メキシコ）と対戦し、3-0の判定勝ち。
1996年1月28日、WBA世界バンタム級王者ウィラポン・ナコンルアンプロモーション（タイ王国）に挑戦し、2回TKO勝ちで2階級制覇に成功した。
1996年10月27日、初防衛戦でダオルン・チョーシリワット（タイ王国）と対戦し、9回負傷判定負けで王座から陥落した。
1997年6月21日、ダオルン・チョーシリワットと対戦し、7回TKO勝ちで王座に返り咲いた。同王座は1度の防衛に成功した。
1998年12月5日、2度目の防衛戦でジョニー・タピア（アメリカ合衆国）と対戦し、0-2の判定負けで王座から陥落した。
1999年6月12日、元WBC世界スーパーバンタム級王者エクトール・サンチェス（ドミニカ共和国）と対戦し、判定勝ち。
2001年5月12日の試合を最後に引退した。

## 獲得タイトル
- WBC世界スーパーフライ級王座（防衛0度）
- WBA世界バンタム級王座（1度目-防衛0度、2度目-防衛1度）